# Samuel Steurlin
Samuel Steurlin, auch Steuerlin, Steuerlein, (* 14. September 1655 in Meiningen; † 30. März 1725 in Schleusingen) war ein deutscher Mediziner und Naturwissenschaftler.

## Leben
Samuel Steurlin wirkte in Schleusingen in der Grafschaft Henneberg, wo er Stadt- und Landphysikus war. Steuerlin promovierte 1682 an der Universität Altdorf zum Dr. med. und verfasste einige medizinische und naturwissenschaftliche Schriften.
1709 regte er die Anlage eines Kurbetriebes beim Wilhelmsbrunnen bei Schleusingen an.
Am 9. Dezember 1713 übernahm er die Präsidentschaft der Sozietät der christlichen Liebe und Wissenschaften.

## Ehrungen
Am 16. März 1707 wurde Samuel Steuerlin mit dem akademischen Beinamen Agrius als Mitglied (Matrikel-Nr. 272) in die Leopoldina aufgenommen.

## Schriften
- Disputatio Medica Inauguralis Qua Sistitur Tentamen Quoddam Pathologicum Speciale De Morbis Ex Crasi Sanguinis Alterata Oriundis [...] Publice Eruditorum Examini Proponitur a Samuele Steurlino, Schleusinga-Henneb. [...] Die 6. Octob: MDC.LXXXII, Altdorf 1682 [Dissertation]
- Physicalisch- und medicinische Beschreibung des so genannten gesunden Wilhelm-Brunnes, welcher im Hochfürstl. Sächs. Naumb. Hennebergischen Territorio zu finden, nach seinen bißhero verborgenen Eigenschaften und sonderbaren Würckungen, wie solcher ... sowol zur Erhaltung und Verbesserung der Gesundheit in … Kranckheiten … zu gebrauchen / durch ... Experimenta und Exempel erkläret und bewiesen, Schleusingen 1708